# Cristo Protetor

A estátua de Cristo Protetor é um monumento que representa Jesus Cristo de braços abertos, localizada no município de Encantado, no Rio Grande do Sul. A estátua ficou concluída em abril de 2022, sendo inaugurada em 6 de abril de 2025.
Possui uma altura total de 43,5 metros, sendo 37,5 metros da estátua e 6 metros de pedestal. Sua envergadura é de 39 metros.
É a maior estátua de Cristo do Brasil, ultrapassando em 5,3 metros a do Cristo Redentor e em 4 metros do Cristo de Elói Mendes, é a maior estátua de Cristo do mundo (desconsiderando bases e pedestais).

## Ideia e execução
A concretização da construção da estátua surgiu da determinação de um homem chamado Adroaldo Conzatti, que foi motivado a liderar e anunciar a obra. Conzatti foi prefeito de Encantado e em 2019, recebeu em nome da prefeitura a doação das famílias de Teleco Talini, Valdecir Cardoso e Luiz Pedro Radaelli, de uma área de terras com fim específico para a construção da estátua de Cristo. Em 19 de março de 2019, o prefeito chamou a comunidade para criar uma associação chamada Associação Amigos de Cristo (AAC), onde, na primeira reunião apresentou o projeto da obra. 

O objetivo da criação da associação foi com a intenção de que a comunidade unida e organizada reunisse os recursos para a realização da obra, já que, é uma obra que não tem nenhum recurso público, somente doações de pessoas, empresas e entidades. Conzatti tinha o projeto em mente através da fé, devoção e gratidão de um povo, dar visibilidade nacional e internacional para a cidade de Encantado.
O padre João Granzotto (in memoriam), assim como, Telemaco Talini (in memoriam) e Antenor Gonzatti, foram as primeiras pessoas a dar a ideia para Adroaldo Conzatti. Na sua eleição em 2016, para prefeito da cidade, apos ser "provocado" pelo empresário Valdecir Cardoso, colocou em seu plano de governo, sendo na época chamado de louco e hoje uma realidade que orgulha uma comunidade como um todo.
Os membros se reuniram com o pai e filho Genésio Gomes Moura e Markus Moura, ambos escultores, e planejaram esta enorme obra.
O orçamento da obra com aço, concreto e mão de obra, vai ultrapassar 2 milhões de reais. Na estátua há um elevador de acesso aos visitantes, que irão chegar até o coração do Cristo a uma altura de 33 metros, em referência à idade de Jesus.
As obras da estátua iniciaram em julho de 2019 e deverão ficar prontas em dezembro de 2021. Posteriormente, serão concluídas as obras de infraestrutura no entorno da estátua.
O mentor da obra, prefeito Adroaldo Conzatti, faleceu em 2019 aos 81 anos, vítima de uma queda no banheiro, onde lesionou a cabeça.

## Investimento
Segundo a prefeitura de Encantado, não houve investimento público na obra, toda a obra foi financiada com dinheiro dos membros da Associação Amigos de Cristo e de empresários da região que se sensibilizaram com a causa e/ou observaram na obra uma oportunidade de atrair turistas a região do Vale do Taquari.

## Briga com o Cristo Redentor

Após a divulgação da mega-obra na pequena cidade de Encantado, o então prefeito do Rio de Janeiro, Eduardo Paes comentou em seu Twitter:
| “ | Construir estátua maior é moleza, quero ver é ter essa vista!" junto em anexo uma imagem do Cristo Redentor. | ” |

Em retorno, o prefeito Jonas Calvi de Encantado, que havia assumido seu cargo apenas dezenove dias antes da divulgação da obra, depois da morte do prefeito Adroaldo Conzatti, que estava com COVID-19, mas em virtude de uma queda no hospital onde bateu com a cabeça e depois, após duas cirurgias veio a falecer por hemorragia cerebral. Jonas Calvi tentou apaziguar a situação com o colega do Rio de Janeiro, comentando o seguinte:
| “ | O Rio de Janeiro continua lindo e o mundo inteiro já conhece. Agora venham todos conhecer o Cristo Protetor de Encantado e as belezas do Vale do Taquari, conhecer nossa cultura e saborear nossa culinária maravilhosa! Vamos adorar receber todos vocês | ” |

Posteriormente Eduardo Paes afirmou que era uma brincadeira e que iria caso convidado à cerimonia de inauguração do maior Cristo do Brasil.

## Repercussão
Além do comentário de Eduardo Paes, existiu uma repercussão maior sobre a tal estátua. No dia 14 de abril de 2021, o então governador do Rio Grande do Sul, Eduardo Leite, recebeu uma comitiva vinda da cidade de Encantado, e prometeu levar reformas de melhora  de acesso ao região especialmente ao local onde a estátua ficará.
O jornal britânico The Sun, comentou que o novo Cristo irá ofuscar a imagem do Rio de Janeiro, de forma bem humorada.
O padre Omar guardião interino do Cristo Redentor no Rio de Janeiro, deu sua benção ao Cristo Protetor e afirmou que irá visitar o Cristo gaúcho.
O secretário de turismo do Rio Grande do Sul, Ronaldo Santini, afirmou que o estado prepara uma carta convidando o Papa Francisco para a inauguração da estátua do Cristo Protetor.
Outra manifestação foi feita pela prefeitura de Porto Alegre, que por meio do Twitter da Secretaria Municipal de Saúde, utilizou da imagem do Cristo Protetor com a seguinte mensagem: "Nós pedimos licença ao município de Encantado para usar a imagem em agradecimento. Depois de cerca de 45 dias, temos menos de 100% dos leitos de UTI ocupados por pacientes confirmados por COVID-19. A situação ainda é grave e exige cuidados, mas é um alento para a população."
No sábado, dia 5 de abril de 2025, o Jornal do Almoço especial "Bem pra Ti" da RBS TV com Cristina Ranzolin, Marco Matos e Maiara Medina, foi todo ao vivo do Cristo Protetor de Encantado.